# Policoria
La policoria è un'anomalia congenita dell'occhio, consistente nell'esistenza di due o più orifizi pupillari. La vista non ne risente in modo significativo.
L'anomalia può essere presente in un solo occhio o in entrambi gli occhi e può essere di due tipi principali:
- policoria congenita (o primaria): già presente alla nascita;
- policoria acquisita (o secondaria): non presente alla nascita e causata da malattia oculare o traumi.

In alcuni casi la vista non ne risente in modo significativo, mentre in altri ne risulta una ridotta funzione dell’iride e della pupilla, con più o meno grave alterazione della vista e/o del campo visivo.
Esistono due tipi di policoria:
- vera policoria: la pupilla in più e la pupilla principale si dilatano e si contraggono simultaneamente con fattori scatenanti come luce o farmaci;
- falsa pseudopolicoria: la pupilla in più e la pupilla principale non si dilatano e si contraggono simultaneamente con fattori scatenanti come luce o farmaci.